# 焦黃中
焦黃中（1473年—？年），字藴德，河南泌陽人。明朝翰林，權臣焦芳之子。

## 生平
大学士焦芳之子。弘治十一年（1498年）戊午科河南鄉試第二十一名舉人，正德三年（1508年），因其父关系，登戊辰科会试第一百五十四名，进士二甲第一名。次年，授翰林院编修。劉瑾被誅后，焦黃中被罷官除名。

## 家族
曾祖焦顯，教授贈光禄大夫柱國太子太保吏部尚書兼武英殿大學士。祖焦宣，封编修贈光禄大夫柱國太子太保吏部尚書兼武英殿大學士。父焦芳，光禄大夫柱國太子太保吏部尚書兼武英殿大學士。前母吕氏，贈一品夫人；母郭氏，封一品夫人。具庆下，兄琦（壽官）、瑞（监生）、瑾、玮、弟琇。